# Jane Remover
Jane Remover (née le 26 septembre 2003) est une musicienne et productrice américaine. Elle est la pionnière du microgenre « dariacore » sur SoundCloud avec son album homonyme (en), publié sous le pseudonyme Leroy. Elle sort son premier album studio, Frailty, en 2021, suivi de Census Designated en 2023 et de Revengeseekerz en 2025.

## Biographie
Remover grandit avec ses parents et sa sœur jumelle dans le nord du New Jersey. Elle fréquente le College of New Jersey pendant un semestre avant de le quitter pour se consacrer à la musique à plein temps. Elle fait son coming out public en tant que femme transgenre en 2022.

## Carrière
L'intérêt de Jane Remover pour la production musicale remonte à 2011, inspirée par des producteurs de dubstep comme Skrillex, Kill the Noise et Virtual Riot, elle produit ensuite différents styles d'EDM au milieu des années 2010, citant Porter Robinson comme sa plus grande influence. De la musique électronique, sa production devient plus centrée sur la trap vers 2018 ; elle cite des artistes tels que Trippie Redd, Earl Sweatshirt et Tyler, The Creator comme sources d'inspiration. La production en tant qu'invitée devient ensuite une grande partie du début de la carrière de Jane Remover, qui est membre de plusieurs collectifs SoundCloud tels que PlanetZero et Graveem1nd. Sa production devient progressivement plus orientée vers le digicore.
À la fin de 2019, elle commence à auto-produire et publier ses propres morceaux sur SoundCloud. L'une des premières sorties solo de Jane Remover, What's My Age Again ?, gagne en popularité après avoir été partagée sur Twitter. Son deuxième EP, Teen Week, est publié le 26 février 2021 sous le pseudonyme Dltzk (stylisé dltzk) Le titre Homeswitcher en featuring avec Kmoe, atteint 100 000 écoutes sur SoundCloud dans les deux premières semaines de sa sortie. Après la sortie de plusieurs autres singles sans rapport avec l'album, Jane Remover annonce la sortie de son premier album studio, Frailty, et publie des singles pour celui-ci en juin 2021. Après la sortie des titres How to Lie, Pretender et Search Party, Frailty sort chez DeadAir Records le 12 novembre 2021. L'album est acclamé par des publications telles que Pitchfork, qui le place à la 47e place de sa liste des meilleurs albums de 2021.
Le 27 juin 2022, Jane Remover annonce l'abandon du pseudonyme Dltzk et introduit le nom Jane Remover. Le même jour, elle sort le single Royal Blue Walls. Le 23 août 2023, Jane Remover partage le single Lips de son deuxième album, Census Designated, qui sort le 20 octobre 2023. Le 20 septembre, le titre de l'album, Census Designated, est publié avec un clip réalisé par Quadeca. L'album voit Jane Remover s'éloigner du bitcrushing et du sampling vers un « mélange de shoegaze et de pop de chambre », des hymnes rock à la guitare avec une lente montée en puissance et des climax bruyants assourdissants. Une critique de Pitchfork sur Census Designated compare cette itération de son son à des groupes musicaux tels que Ethel Cain, My Bloody Valentine, Slowdive et yeule.

## Discographie

### Albums studio
- 2021 - Frailty (DeadAir Records)
- 2023 - Census Designated (DeadAir Records)
- 2025 - Revengeseekerz (DeadAir Records)

### Autres projets
Leroy
- 2021 - Dariacore (Autoproduction)
- 2021 - Dariacore 2: Enter Here, Hell to the Left (Autoproduction)
- 2022 - Dariacore 3... At Least I Think That's What It's Called? (Autoproduction)
- 2023 - Grave Robbing (Autoproduction)